# Joseph Chignesse
Joseph Chignesse (1734-1805), dont la famille est originaire du village de Xhignesse, est un artisan menuisier belge actif à la fin du 18e siècle et au début du 19e siècle. Son atelier est établi à Bande. Il a réalisé des boiseries et des meubles diffusés en Ardenne et en Famenne  .
Joseph Chignesse est parvenu à créer son propre style. Celui-ci se caractérise notamment par la forme originale de la plupart des armoires : trois tiroirs et deux portes. Quant aux décors, ils sont souvent constitués de cordonnets à boucles dans lesquels s’inscrivent des motifs de tulipe, de pampre de vigne et de rosace. Paradoxalement, si un soin particulier est apporté à la sculpture, le choix du bois laisse parfois à désirer  .
Son atelier perdurera jusqu'en 1850. Il est l'un des rares établis en milieu rural wallon dont le nom nous soit parvenu et dont il soit possible de reconstituer la production. Le Famenne & Art Museum conserve la plus importante collection publique des œuvres de Joseph Chignesse  . 

## Galerie d'images

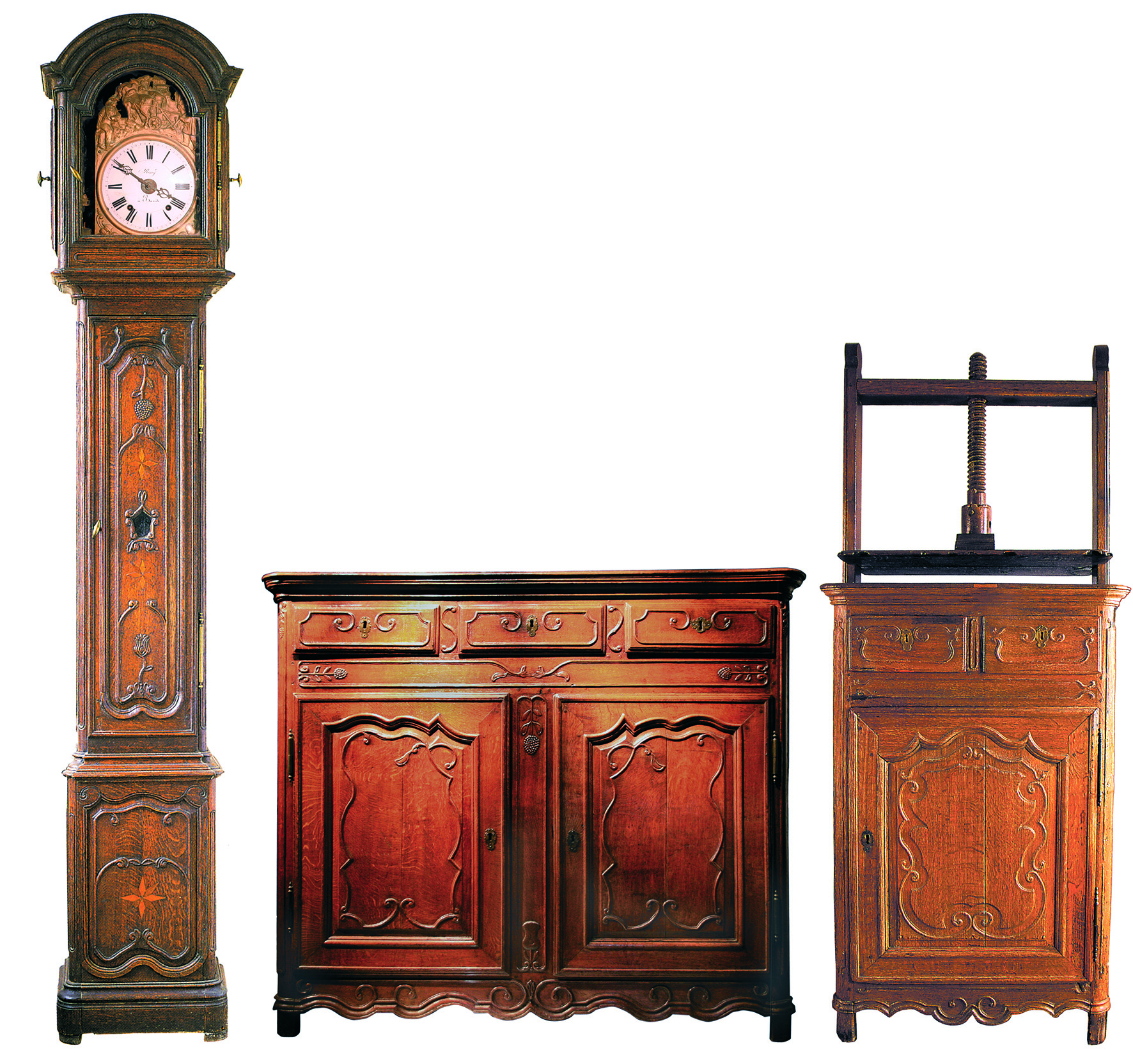
Aperçu de la production du maître-menuisier Joseph Chignesse (1734-1805)
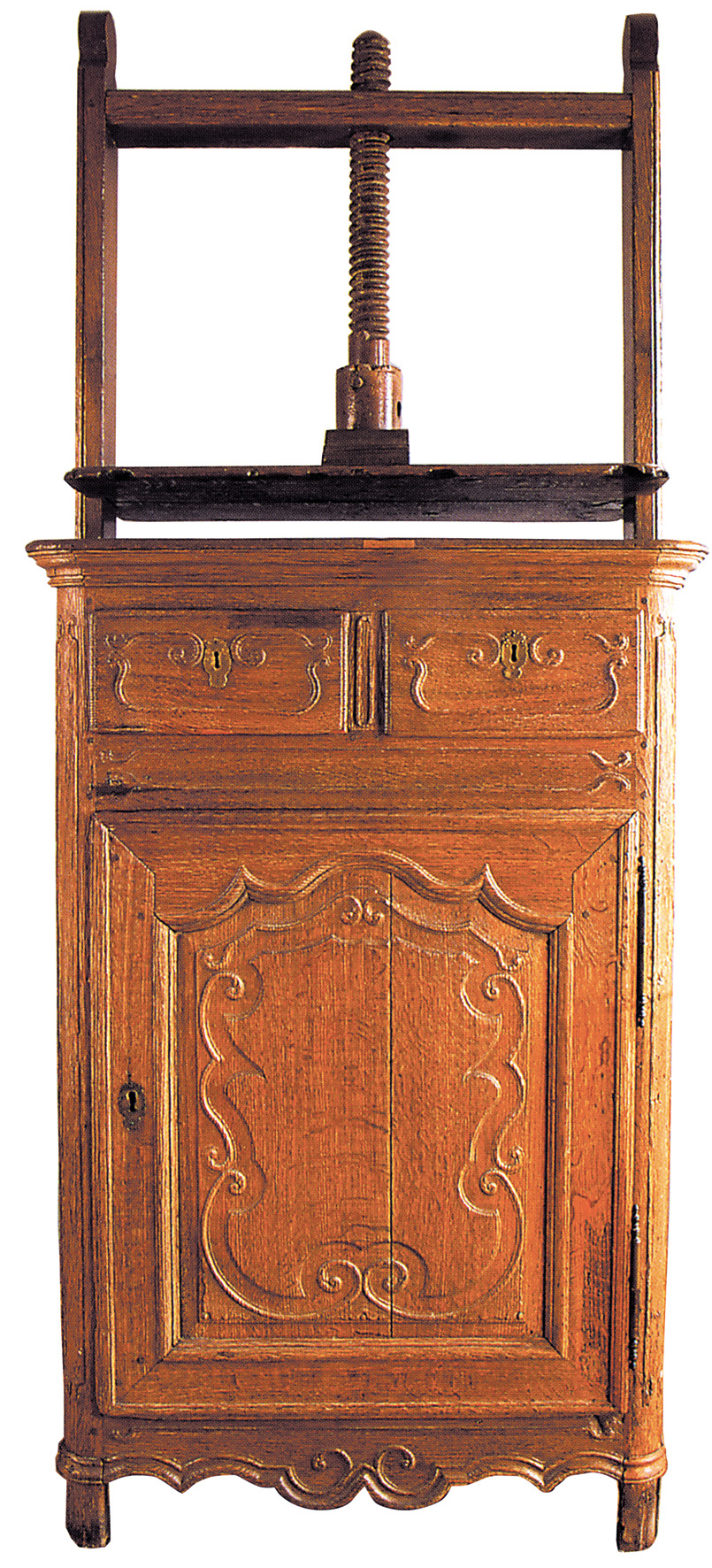
Presse à linge - armoire
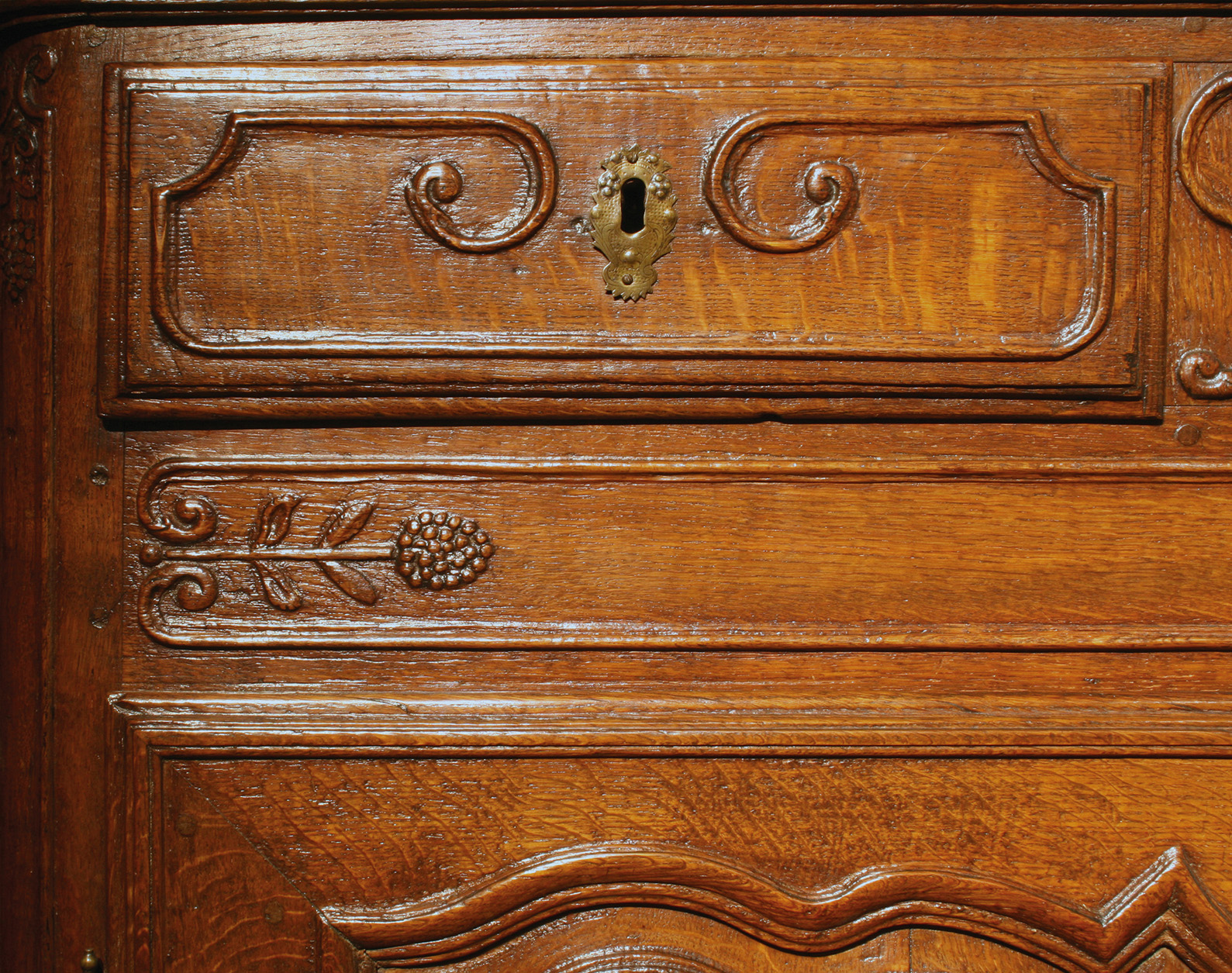
Armoire - Motif de pampre
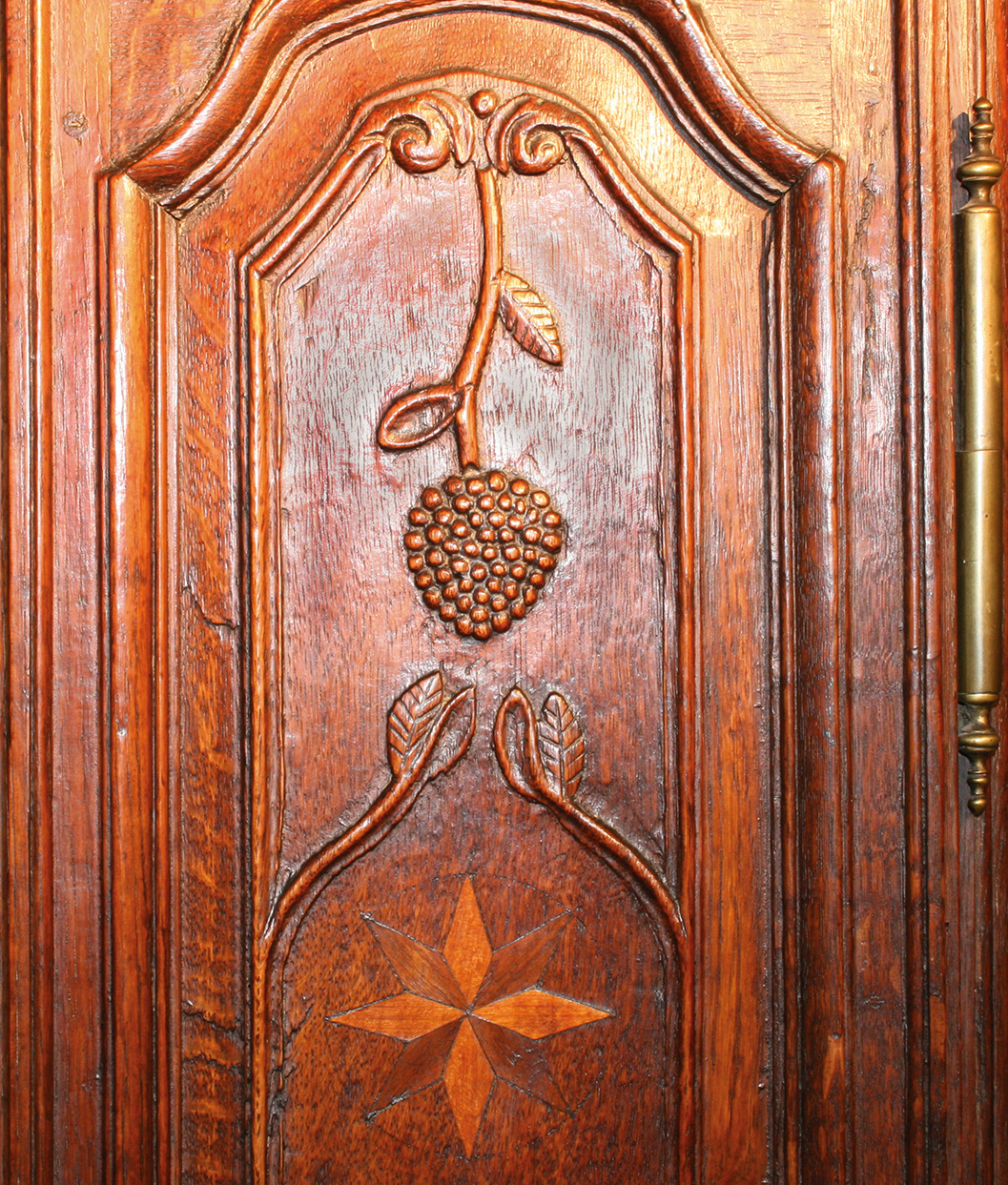
Caisse d'horloge - Motifs de pampre et d'étoile
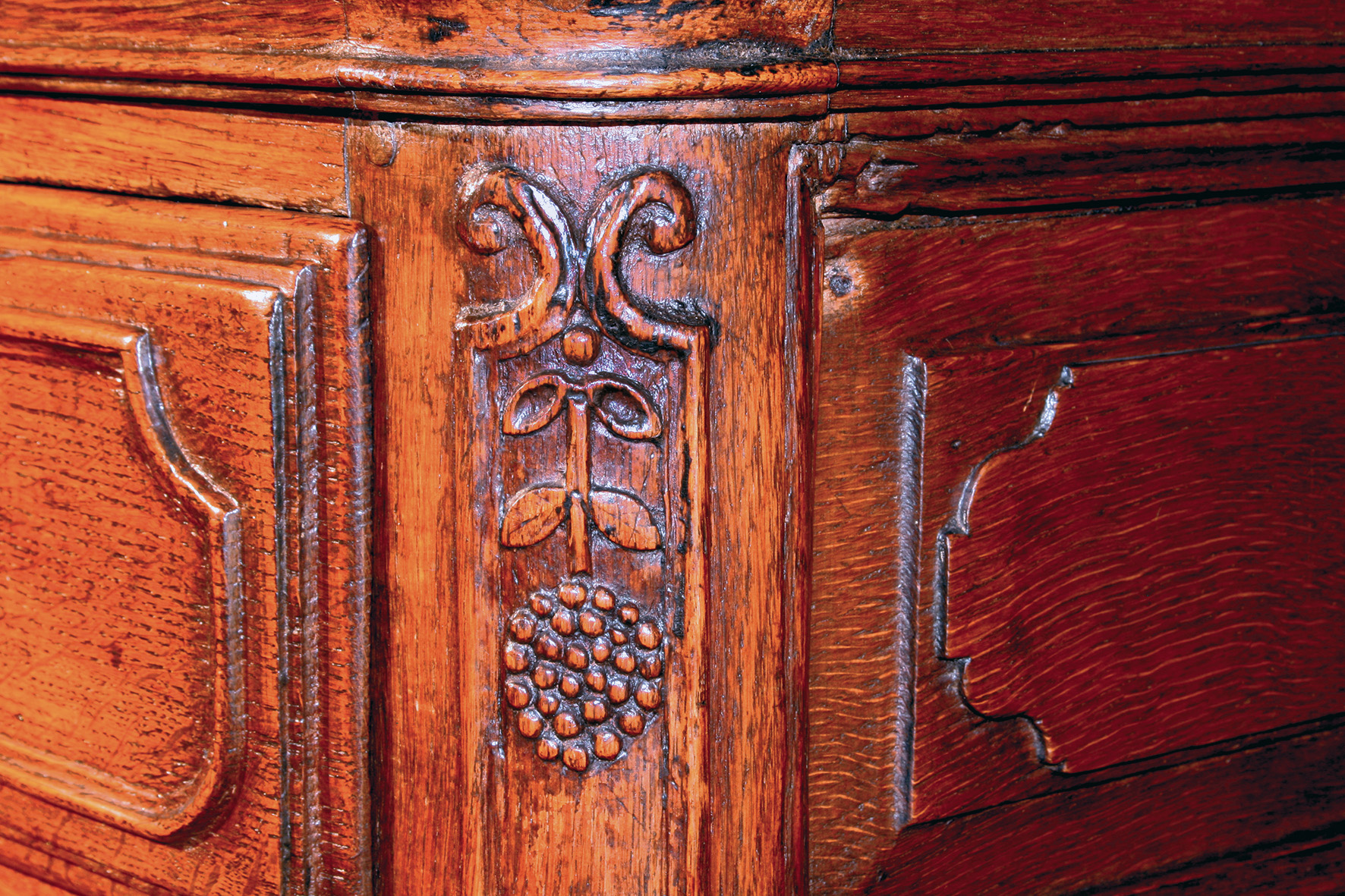
Armoire - Motif de pampre